# Columbus (Mississippi)
Columbus é uma cidade localizada no estado americano de Mississippi, no Condado de Lowndes.

## Demografia
Segundo o censo americano de 2000, a sua população era de 25.944 habitantes.
Em 2006, foi estimada uma população de 24.213, um decréscimo de 1731 (-6.7%).

## Geografia
De acordo com o United States Census Bureau tem uma área de
57,8 km², dos quais 55,5 km² cobertos por terra e 2,3 km² cobertos por água.

## Localidades na vizinhança
O diagrama seguinte representa as localidades num raio de 24 km ao redor de Columbus.